# Christian August von Eyben

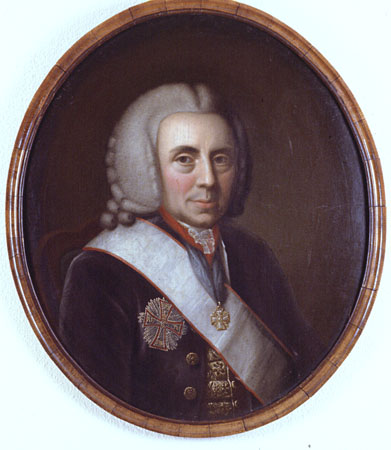
Christian August von Eyben, zeitgenössisches Porträt

Christian August von Eyben (* 30. August 1700 in Schleswig; † 21. Januar 1785 in Lübeck) war ein deutscher Jurist und Domdechant des Hochstifts Lübeck.

## Leben und Wirken
Eyben stammte aus einer Familie von Juristen und Diplomaten; er war der Sohn des Diplomaten Christian Wilhelm von Eyben und seiner Frau Barbara Louise, geb. Fabrice, und Enkel von Hulderich von Eyben und Weipart Ludwig von Fabrice. Schon 1718 erlangte er eine Domherrenstelle am Lübecker Dom.
Nach einer Kavaliersreise mit seinem ein Jahr älteren Bruder Friedrich trat er 1723 in den Dienst des Fürstbischofs von Lübeck Christian August, seines Paten, zunächst als Kammerjunker. Er wurde Beisitzer in der Justizkanzlei, der Rentkammer und im Konsistorium und stieg zum Oberhofmeister bei Christian Augusts Gemahlin, Albertine Friederike von Baden-Durlach auf.
Am 12. August 1763 wählte ihn das Domkapitel zum Domdechant. 1778 erscheint er als Decanus emeritus. Nach seinem Tod ging seine Präbende an Johann Georg Arnold von Brokes.

## Familie

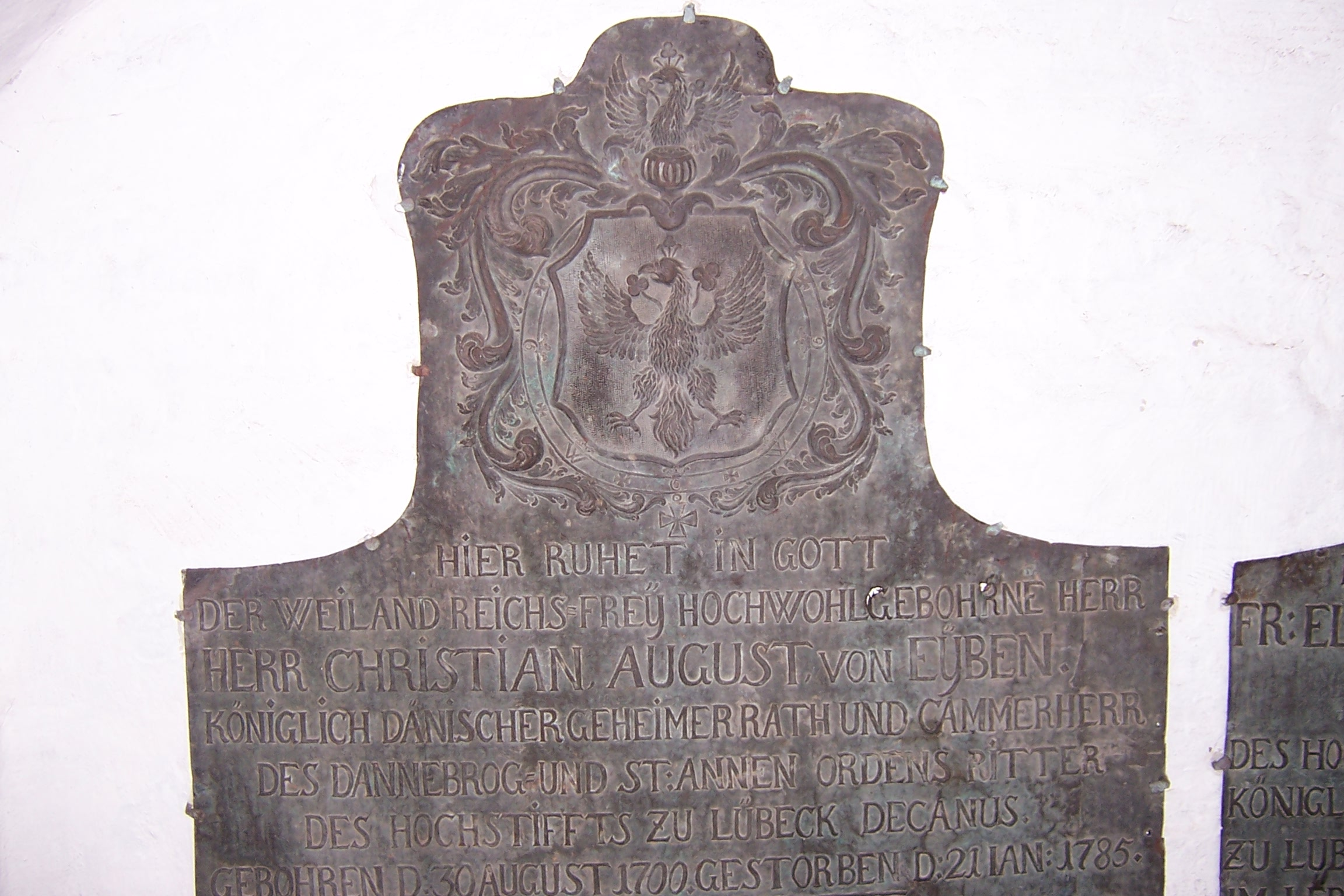
Grabplatte der Eheleute von Eyben im Lübecker Dom

1735 heiratete er im Braunschweiger Dom Elisabeth Sophia Maria von Hassberge (1717–1782). Das Paar hatte acht Kinder:
1. Elisabeth Sophia Maria von Eyben (1736–1780), ab 1766 erste Kammerjungfer bei Königin Caroline Mathilde
2. Friedrich Ludwig von Eyben (1738–1793), dänischer Gesandter in Neapel und Regensburg
3. Christian Wilhelm von Eyben (1741–1774)
4. Adolf Gottlieb von Eyben (1741–1811), wurde von Friedrich von Eyben adoptiert, Kanzler in Glückstadt
5. Albertine Friederike von Eyben (1743–1809)
6. Joachim Werner von Eyben (1746–1811), Offizier, zuletzt Oberst in Oldenburg
7. Charlotte Christiane Augusta von Eyben (1748–1830), Konventualin im Kloster Lüne
8. August Wilhelm Gottlob von Eyben  (1751–nach 1804), russischer Etatsrat[2]

Christian August und seine Frau wurden in einer nordöstlichen Chorumgangskapelle des Lübecker Doms beigesetzt. Ihre Grabplatte ist erhalten.

## Auszeichnungen
- 1742 St.-Annen-Orden
- 1756 Dannebrog-Orden
- Titel Kammerherr
- Titel Konferenzrat